# 麥克盧爾兵鯰
麥克盧爾兵鯰（學名：Corydoras maclurei），為輻鰭魚綱鯰形目美鯰科下的其中一種，為熱帶淡水魚。水族市面上稱為黑豆咖啡鼠，分布於南美洲祕魯亞馬遜盆地伊南巴里河的阿拉薩河（Río Araza）流域，體長可達5.5-6公分，棲息在底層水域，生活習性不明，可做為觀賞魚。